# Le Val-d'Esnoms
Le Val-d'Esnoms és un municipi francès situat al departament de l'Alt Marne i a la regió del Gran Est. L'any 2007 tenia 372 habitants.

## Demografia

### Població
El 2007 la població de fet de Le Val-d'Esnoms era de 372 persones. Hi havia 156 famílies de les quals 44 eren unipersonals (20 homes vivint sols i 24 dones vivint soles), 48 parelles sense fills, 52 parelles amb fills i 12 famílies monoparentals amb fills.
La població ha evolucionat segons el següent gràfic:
Habitants censats

### Habitatges
El 2007 hi havia 209 habitatges, 163 eren l'habitatge principal de la família, 24 eren segones residències i 22 estaven desocupats. 207 eren cases i 1 era un apartament. Dels 163 habitatges principals, 133 estaven ocupats pels seus propietaris, 20 estaven llogats i ocupats pels llogaters i 10 estaven cedits a títol gratuït; 2 tenien una cambra, 8 en tenien dues, 10 en tenien tres, 27 en tenien quatre i 116 en tenien cinc o més. 142 habitatges disposaven pel capbaix d'una plaça de pàrquing. A 60 habitatges hi havia un automòbil i a 84 n'hi havia dos o més.

### Piràmide de població
La piràmide de població per edats i sexe el 2009 era:
| Homes | Edats   | Dones |
| ----- | ------- | ----- |
| 0     | 95 o +  | 0     |
| 0     | 90 a 94 | 0     |
| 0     | 85 a 89 | 0     |
| 4     | 80 a 84 | 8     |
| 8     | 75 a 79 | 24    |
| 16    | 70 a 74 | 20    |
| 8     | 65 a 69 | 4     |
| 8     | 60 a 64 | 4     |
| 12    | 55 a 59 | 12    |
| 12    | 50 a 54 | 8     |
| 16    | 45 a 49 | 8     |
| 12    | 40 a 44 | 8     |
| 12    | 35 a 39 | 24    |
| 4     | 30 a 34 | 8     |
| 0     | 25 a 29 | 0     |
| 0     | 20 a 24 | 0     |
| 12    | 15 a 19 | 4     |
| 20    | 10 a 14 | 16    |
| 8     | 5 a 9   | 20    |
| 4     | 0 a 4   | 0     |

## Economia
El 2007 la població en edat de treballar era de 216 persones, 178 eren actives i 38 eren inactives. De les 178 persones actives 169 estaven ocupades (92 homes i 77 dones) i 9 estaven aturades (2 homes i 7 dones). De les 38 persones inactives 20 estaven jubilades, 10 estaven estudiant i 8 estaven classificades com a «altres inactius».

### Ingressos
El 2009 a Le Val-d'Esnoms hi havia 161 unitats fiscals que integraven 382 persones, la mediana anual d'ingressos fiscals per persona era de 16.951 €.

### Activitats econòmiques
Dels 3 establiments que hi havia el 2007, 1 era d'una empresa de construcció, 1 d'una empresa de comerç i reparació d'automòbils i 1 d'una empresa de serveis.
L'únic servei als particulars que hi havia el 2009 era una fusteria.
L'únic establiment comercial que hi havia el 2009 era una carnisseria.
L'any 2000 a Le Val-d'Esnoms hi havia 18 explotacions agrícoles que ocupaven un total de 2.115 hectàrees.

## Equipaments sanitaris i escolars
El 2009 hi havia una escola elemental.

## Poblacions més properes
El següent diagrama mostra les poblacions més properes.